# 木下カナ
木下 カナ （きのした かな、1984年8月23日 - ）は、静岡県出身の日本の女性起業家・インフルエンサー・モデルである。血液型はB型。子供が3人いるシングルマザー。

## 略歴
2013年、一般男性と離婚後、3人の子供を持つシングルマザーとなりフラワーアレンジメントの教室を開くも1年余りで廃業。その後、資金をかけずに集客をする方法、ブランディングを独学で学ぶ。
2015年7月、個人事業主として、ブランディングコンサルティングサービスcanty開業。
2015年9月、webアプリ美人時計モデル出演。
2015年8月、自身のSNSアカウントのみを使い相談会にて、営業コンサルティングをおこない、独立起業志望者への企画提案、サポートをし、勉強会を定期開催する。
2015年11月、共栄ボクシングジムの女性選手のパーソナルブランディングを担当、女性向けトレーニングサービスの企画提案する。
2016年1月、株式会社ストーンマーケットのsnsマーケティング事業請負インフルエンサーマーケティングの企画提案、ハッシュタグを使うファッションオンラインイベント開催
2016年2月、ブラッシュアップアカデミープロジェクトのセミナー講師を担当
2016年、SNSマーケティング、インフルエンサーマーケティングのコンサルタント《かぁちゃん社長》として起業する。当時まだ認知度の少なかった〝インフルエンサー″を育成するコンサルタントとして注目を浴び、多数の個人や企業からのオファーがあった。彼女自身も人をプロデュースする某SNSでの情報発信を続けインフルエンサーとしても活躍している。
2017年2月、フリーランサー向けアプリケーションサービスSummonの認定アンバサダー広告塔。
2018年、プチインフルエンサーと企業のマッチングサイトのスタートをさせている。